# Блокијера (Кротоне)
Блокијера је насеље у Италији у округу Кротоне, региону Калабрија.
Према процени из 2011. у насељу је живело 56 становника. Насеље се налази на надморској висини од 35 м.